# Raimar Wulkenhaar
Raimar Wulkenhaar (* 5. November 1970 in Magdeburg) ist ein deutscher Mathematiker und seit 2005 Professor für Reine Mathematik an der Westfälischen Wilhelms-Universität Münster.

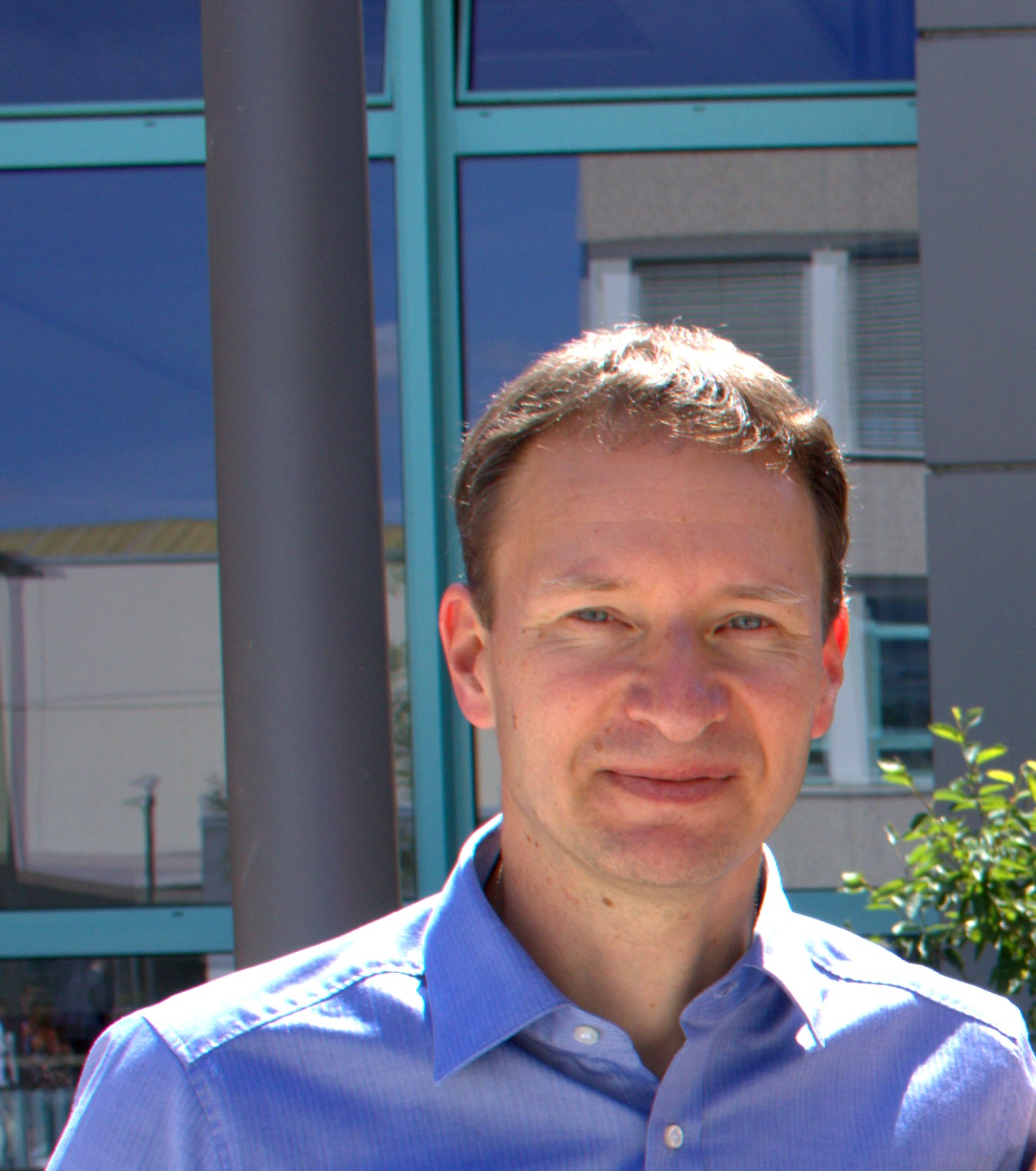
Raimar Wulkenhaar (2018)

## Werdegang
Wulkenhaar studierte zunächst in Magdeburg (1990–1992) und erwarb 1994 sein Diplom in Physik bei Gerd Rudolph an der Universität Leipzig. Bei diesem wurde er 1997 mit der Dissertation „Non-associative geometry - unified models based on L-cycles“ promoviert. Nach Forschungsaufenthalten in Marseille, Wien und Leipzig wurde Wulkenhaar an der TU Wien habilitiert. Seit 2005 hat er eine Professur an der Westfälischen Wilhelms-Universität Münster.

## Werk
Raimar Wulkenhaars Werk umfasst zu einem großen Teil Publikationen zur Quantenfeldtheorie auf nichtkommutativen Geometrien. Frühe Arbeiten wie Diplom- und Doktorarbeit befassten sich zunächst mit der Erweiterung des Standardmodells der Teilchenphysik à la Connes/Lott auf nicht-assoziative Algebren. Die Zusammenarbeit mit Thomas Krajewski in Marseille befasste sich daraufhin u. a. mit der Analyse der Connes-Kreimer-Moscovici-Algebra. Ein zentrales Thema des Wien-Aufenthaltes 2000–2002 war die Anwendbarkeit der Renormierung auf nichtkommutative Eichtheorien. J. Grimstrup und Wulkenhaar zeigten etwa die Nicht-Renormierbarkeit der nichtkommutativen Quantenelektrodynamik durch auftretende 4-Fermion-Wechselwirkungen. Anschließend wandten sich Harald Grosse und Wulkenhaar der Untersuchung der einfachsten nichtkommutativen Quantenfeldtheorie zu: Einem skalaren, selbstgekoppelten Feld in vier Dimensionen. Der Zusammenhang sehr großer und sehr kleiner Impulsbeiträge, eine Mischung ultravioletter und infraroter Divergenzen, wurde als Grund für deren Nicht-Renormierbarkeit erkannt. Unter Einbezug eines zusätzlichen Operators gelang die Konstruktion einer renormierbaren und asymptotisch sicheren Theorie (das Grosse-Wulkenhaar-Modell), die darüber hinaus einen Fixpunkt besitzt, an welchem die Betafunktion verschwindet. Ein spezieller Grenzfall erlaubte schließlich die Lösung des Modells. Nachdem die allgemeine Lösung der 2-Punkt-Funktion bekannt war, wandte sich die Untersuchung in Richtung algebraische Geometrie: Geeignete Objekte des Grosse-Wulkenhaar-Modells gehorchen höchstwahrscheinlich der universellen Struktur der topologischen Rekursion und ihrer Erweiterung (Blobbed Topological Recursion). In diesen jüngsten Untersuchungen wurde ein Limes des Grosse-Wulkenhaar-Modells als quartisches Matrixmodell aufgefasst.